# Cuban
Cuban ist eine chemische Verbindung aus der Gruppe der gesättigten polycyclischen Kohlenwasserstoffe. Neben Cunean und Octabisvalen ist Cuban ein Vertreter der drei möglichen gesättigten C8H8-Kohlenwasserstoffe und ein Valenzisomer von Cyclooctatetraen. Die acht Kohlenstoffatome des Cubanmoleküls sind in Form eines Würfels angeordnet.
Das Kohlenstoffgerüst umschließt einen Hohlraum, daher gehört Cuban zur Klasse der Käfigverbindungen, genauer zu den platonischen Kohlenwasserstoffen. Es galt bis zu seiner Erstsynthese im Jahre 1964 zunächst nur als in der Theorie existent und wegen der ungewöhnlich spitzen 90-Grad-Bindungswinkel der Kohlenstoffatome als instabil. Durch diese 90-Grad-Winkel speichert Cuban viel Energie in diesen Bindungen, daher kann es als Grundkörper hochenergetischer Treibstoffe oder Sprengstoffe dienen (siehe auch Tetranitrocuban, Octanitrocuban).

## Geschichte
Die Darstellung von Cuban in einer dreizehnstufigen Synthese durch Philip Eaton wurde erstmals 1964 publiziert. Die Originalsynthese geht von 2-Cyclopenten-1-on (1) aus, das zunächst in einer Wohl-Ziegler-Reaktion mit N-Bromsuccinimid zu (2) monobromiert wird. Die Tribromverbindung (3) wird durch Weiterbromierung mit elementarem Brom erhalten, aus der die eigentliche Ausgangsverbindung der Cuban-Synthese 2-Bromcyclopentadienon (4) durch Dehydrohalogenierung gewonnen wird:
Diese Ausgangsverbindung (2-Bromcyclopentadienon) wird in einem ersten Schritt über eine Diels-Alder-Reaktion zu (2) dimerisiert. Beide Carbonylgruppen in (2) werden mit Ethylenglycol geschützt (2a). Anschließend wird die endo-ständige Acetal-Gruppe selektiv unter Bildung der Verbindung (3) hydrolysiert. Es schließt sich eine intramolekulare photochemische [2+2]-Cycloaddition zum Bromketon (4) an:
Das so gewonnene Bromketon wird über eine Faworski-Umlagerung durch Ring-Kontraktion zur Carbonsäure (5) umgelagert. Die freie Carbonsäure (5) wird in einen Peroxycarbonsäureester (6) überführt und danach thermisch zu (7) decarboxyliert:
Zuletzt wird die verbliebene Acetal-Gruppe ebenfalls hydrolysiert, das Bromketon (8) in einer zweiten Faworski-Reaktion umgelagert und die dabei entstehende Carbonsäure (9) in den entsprechenden Peroxycarbonsäureester (10) überführt. Das Zielmolekül Cuban (11) wird nach einer thermischen Decarboxylierung von (10) erhalten:

## Synthese
Der Aufbau der Cubanstruktur kann in einer einfacheren sechsstufigen Synthese zunächst zur Cuban-1,4-dicarbonsäure erfolgen. Die Startverbindung der Synthese ist hier Cyclopentanon, welches aus Adipinsäure und Bariumhydroxid, oder Bariumcarbonat als Katalysator, in Gegenwart von Temperaturen von etwa 300 °C synthetisiert wird. Dieses wird im ersten Schritt mittels Ethylenglykol zum Cyclopentanonethylenketal umgewandelt. Dafür benötigt es einen Säurekatalysator, oftmals p-Toluolsulfonsäure, sowie einen Dean-Stark Wasserabscheider, um das Wasser, welches bei der Reaktion als Nebenprodukt entsteht, aus dem Reaktionsgemisch zu entfernen. Dies sorgt für eine Verschiebung des Gleichgewichts auf die Produktseite. Nach mehreren Stunden unter Rückfluss kochen und anschließender, mehrfacher fraktionierter Destillation erhält man das Produkt. Durch Bromierung entsteht das dreifach bromierte Cyclopentanonketal mit dem Namen 2,2,5-Tribromcyclopentanonethylenketal, welches nach Dehydrohalogenierung und Diels-Alder-Reaktion in ein polycyclisches Diels-Alder-Zwischenprodukt, genauer das Diels-Alder-Diketal, überführt wird. Dieses wird in Schwefelsäure einer beidseitigen Entschützung unterzogen und mit Wasser ausgefällt. Das Diels-Alder-Diketon ist das Produkt. Eine intramolekulare photochemische [2+2]-Cycloaddition führt zu einer teilweisen Cubanstruktur, genauer einem Decahedron. Eine neue Vorschrift zeigt dafür eine Bestrahlung des Diels-Alder-Diketons mit UV-Licht der Wellenlänge 390 nm in Acetonitril als Lösungsmittel, welchem Benzophenon als Photosensibilisator zugegeben wurde. Durch eine Quasi-Favorskii-Reaktion unter Rückfluss in Gegenwart von Natronlauge wird die teilweise Cubanstruktur vervollständigt. Das Gesamtprodukt dieser Synthese ist die Cuban-1,4-dicarbonsäure. Die Gesamtausbeute beträgt über alle Reaktionsstufen etwa 25 %. Die Synthese wurde bereits bis in den Kilogrammmaßstab durchgeführt.
Cuban-1,4-dicarbonsäure ist eine Basisverbindung für die Synthese weiterer substituierter Cubanverbindungen. Die Decarboxylierung zum Cuban erfolgt in zwei Schritten über den tert-Butylperester. Eine nahezu quantitative Synthese gelingt durch den photochemischen Abbau eines Thiohydroxamsäureesters.

### Alternativroute
In einer 2022 veröffentlichten Publikation von Sohan Lal et al. im Asian Chemical Editorial Society Journal (ACES) wurde die Synthese der Cuban-1,4-dicarbonsäure optimiert. Die Synthese startet wie in der obigen Syntheseroute mit dem Cyclopentanonethylenketal. Dieses wird in 1,4-Dioxan dreifach bromiert, um das 2,2,5-Tribromcyclopentanonethylenketal mit einer Ausbeute von 70 % zu isolieren. Im Anschluss wird das dreifach bromierte Acetal in einer Natriummethanolatlösung gelöst und unter Rückfluss einer Diels-Alder-Reaktion unterzogen. Es wird das Diels-Alder-Diketal mit einer Ausbeute von etwa 76 % erhalten. Im Folgeschritt wird eine der beiden Acetalgruppen selektiv in Tetrahydrofuran mit Salzsäure entschützt, um ein Diels-Alder-Monoketal-Keton zu erhalten (91 %). Dieses wird dann einer [2+2]-Cycloaddition in Benzol unterzogen, indem es für 30 Stunden mit dem vollen Spektrum der Quecksilberdampflampe bestrahlt wird, was zu einem Bis-Homocubanon mit einer Ausbeute von 95 % führt. Um eine möglichst reine Cuban-1,4-dicarbonsäure zu erhalten, wird das Bis-Homocubanon in Essigsäureanhydrid, das mit Schwefelsäure versetzt wurde, acetyliert, was zu einem Bis-Homocuban-Tetraacetat (89 %) führt. Dieses kann dann in 40-prozentiger Natronlauge einer Quasi-Favorskii-Umlagerung unterzogen werden. Nach Extraktionen und Ausfällen des Produkts wird schließlich die Cuban-1,4-dicarbonsäure als leicht bräunliches Pulver erhalten (70 %). Die Gesamtausbeute bei dieser Reaktion ist im Vergleich zur oben genannten nicht viel niedriger und erspart eine Aufreinigung der Dicarbonsäure über Veresterung und anschließende alkalische Esterhydrolyse.

## Eigenschaften

### Physikalische Eigenschaften

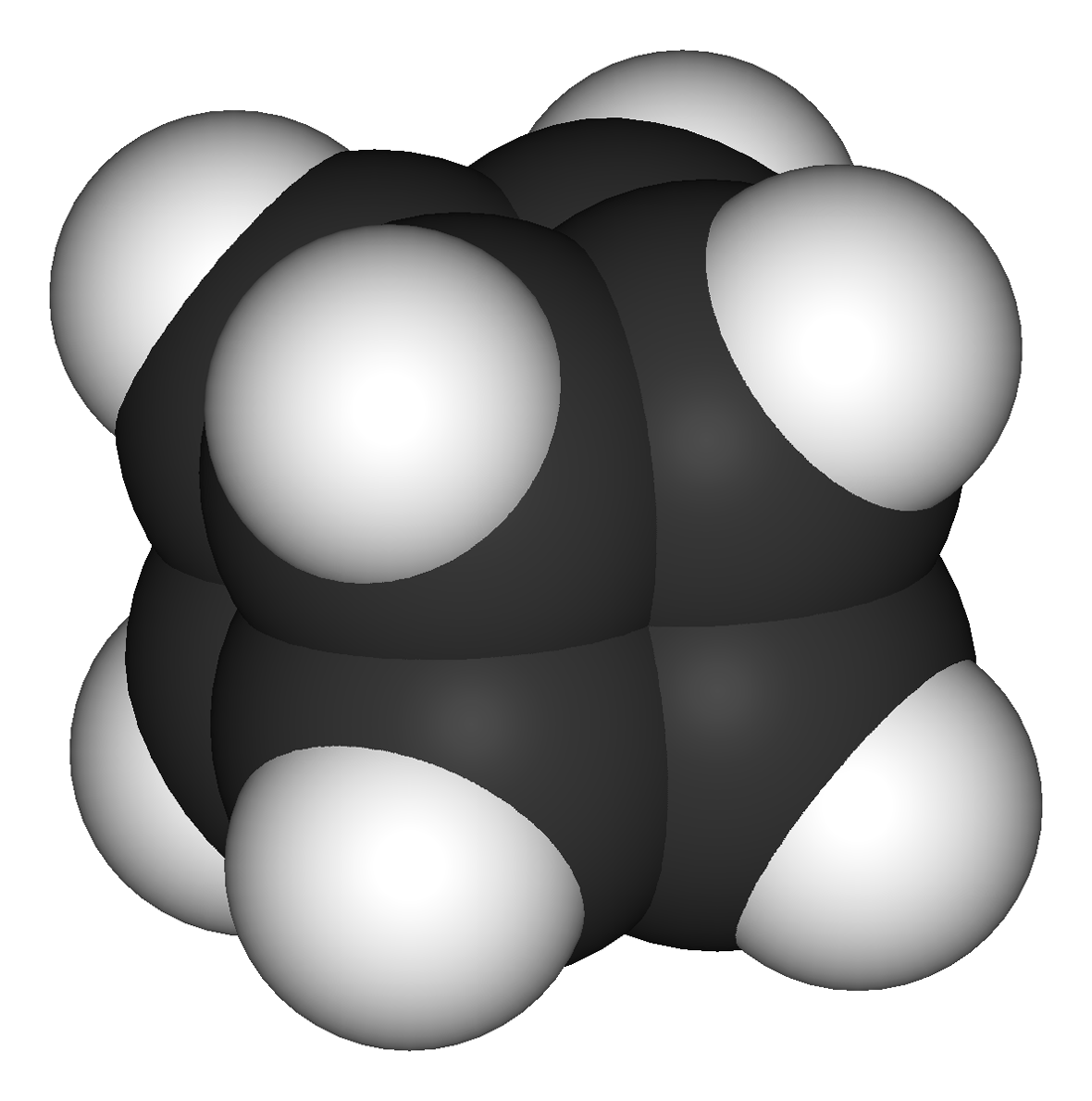
Raumfüllendes Modell von Cuban

Cuban ist bei Raumtemperatur eine feste, kristalline Substanz, die in zwei polymorphen Kristallformen auftritt. Bei Raumtemperatur liegt die Kristallform II vor, die sich bei 121,9 °C in einem Phasenübergang erster Ordnung in die Kristallform I umwandelt. Diese Kristallform liegt in plastisch kristalliner Form vor. Das bedeutet, die Verbindung befindet sich zwischen den beiden Phasenübergängen in einem mesomorphen Zustand. Bei 131,8 °C wird die flüssige Phase erreicht. Die Dampfdruckfunktion ergibt sich nach August entsprechend log10(P) = −A/T+B (P in Torr, T in K) mit A = 2200 und B = 8. Die Verbindung ist mit einer Standardbildungsenthalpie von ΔfHsolid = 542 kJ·mol−1 beziehungsweise ΔfHgas = 622 kJ·mol−1 stark endotherm. Die Standardverbrennungsenthalpie ΔcHsolid beträgt −4833,27 kJ·mol−1.
Bei Raumtemperatur kristallisiert Cuban in trigonaler Kristallstruktur mit der Raumgruppe R3 mit einem Molekül pro Elementarzelle. Aus Methanol kristallisiert das Molekül in Form von farblosen Rhomben aus. Cuban löst sich in den meisten Lösungsmitteln schwach, bei steigender Temperatur besser; in Wasser ist es unlöslich.
Die mittels Elektronenbeugung bestimmten Bindungslängen betragen für die C–C-Bindung 157,27±0,19 pm, für die C–H-Bindung 111,8±0,8 pm und unterscheiden sich nur wenig von denen im Cyclobutan mit 155,1 pm für die C–C-Bindung und 109 pm für die C–H-Bindung.
Aufgrund seiner hohen Dichte von 1,29 g·cm−3 wurde Cuban bereits als Treibstoffzusatz für Raketen oder Rennzwecke vorgeschlagen. Es gehört zu den Kohlenwasserstoffen mit der höchsten Dichte.

### Chemische Eigenschaften
Trotz der hochgespannten Bindungen ist die Verbindung stabil. Eine messbare, langsame Zersetzung wird erst bei Temperaturen oberhalb von 200 °C beobachtet. Die Aktivierungsenergie für die Thermolyse ist mit einem Wert von 180,5 kJ·mol−1 relativ hoch. Es ist gegen Luftsauerstoff, Licht und Wasser stabil, jedoch sehr flüchtig, so dass es innerhalb von kurzer Zeit aus einem Gefäß diffundieren kann, wenn dieses nicht ordnungsgemäß versiegelt ist. Cuban kann intramolekulare metallkatalysierte Bindungsumlagerungen eingehen. Die Reaktion führt in Gegenwart von Silber- oder Palladiumkatalysatoren zum Cunean.
Mit Rhodiumkatalysatoren wird zunächst syn-Tricyclooctadien gebildet, welches thermisch bei 50–60 °C zum Cyclooctatetraen umgewandelt werden kann.

## Substitutionen
Das Molekül Cuban kann vielen verschiedenen Substitutionen unterzogen werden, um neue Moleküle mit unterschiedlichen Eigenschaften zu erhalten.

### Octanitrocuban
Für die Synthese dieses Moleküls wird in Dichlormethan gelöstem Heptanitrocuban, Nitrosylchlorid zugegeben, um dieses bei Temperaturen von −78 °C und anschließender Einleitung von Ozon in das Molekül Octanitrocuban umzuwandeln. Octanitrocuban gilt als sehr starker Sprengstoff, welcher erstmals 1999 an der Universität von Chicago von den Chemikern Philip E. Eaton und Mao-Xi Zhang synthetisiert wurde. Die immense Detonation lässt sich gemäß folgender Reaktionsgleichung beschreiben.
{\displaystyle {\ce {C8(NO2)8 -> 8 CO2 + 4 N2}}}

### Iodierte Cubane
Die lichtinduzierte Iodierung von Cuban mit tert-Butylhypoiodit liefert Mono-, Di-, Triiodcubane und höheriodierte Moleküle. Da diese Synthesen jedoch nicht die einfachsten zu sein scheinen, müssen die Synthesen äußerst genau durchgeführt werden.

### Die Transmetallierung
Wenn die Lithiierung eines Cubanamids in Gegenwart von Quecksilbersalzen durchgeführt wird, so wird die Lithiumverbindung schnell mercuriert. Dabei wird die stark polare C-Li-Bindung durch eine kovalente, als auch inerte C-Hg-Bindung ersetzt. Dies bedeutet, dass Cubanamide verhältnismäßig schnell in vollständig metallierte Cubane umgewandelt werden können. Die Amidgruppe ist für diese Reaktion wichtig, da sie das lithiierte Intermediat stabilisiert. Ist das Lithium nach der ersten Lithiierung also einmal durch Quecksilber ersetzt, ist die Amidgruppe des Cubanamids für die Aktivierung eines Ortho-Wasserstoffatoms verfügbar. Auf Basis dessen lässt sich die Umwandlung weiterführen.

## Das Cubyl-Kation
Ebenso wie das Cuban-Molekül selbst galt das Cubyl-Kation ebenfalls als unmöglich. Trotz vieler Argumente, die gegen dieses Kation sprachen, konnten verschiedene Reaktionen untersucht werden, in denen es eine signifikante Rolle spielen könnte.
So kann es bei der Umwandlung von einem Monoiodcuban durch UV-Bestrahlung in Essigsäure in ein Methoxycuban überführt werden. Des Weiteren besteht die Möglichkeit, dass das Cubyl-Kation an der Synthese von einem monofluorsubstituierten Cuban aus einem monoiodsubstituierten Cuban in Gegenwart von Xenondifluorid (XeF2) beteiligt ist.

## Dehydrocubane
1,2-Dehydrocuban, auch Cuben, gilt als das extremste Beispiel für ein pyramidalisiertes Olefin. Der Pyramidalisierungswinkel wurde auf 84° berechnet. Cuben ist ein stark gespanntes, recht offenes und somit auch sterisch ungehindertes Olefin. Um seine Aktivität bei Diels-Alder-Additionen zu untersuchen, wurde 1,2-Diiodcuban mit tert-Butyllithium bei Raumtemperatur in Benzol, in Gegenwart von 11,12-Dimethylen-9,10-dihydro-9,10-ethanoantracen, umgesetzt. Das Ergebnis war ein Diels-Alder-Addukt besonderer Sockelstruktur mit einer Ausbeute von 64 %.

## Nutzung in der Zukunft
Auch heute hat die Wissenschaft bei weitem noch nicht alles der grundlegenden Cubanchemie verstanden. Viele neue Derivate, als auch energiereiche Verbindungen können aus Cuban hergestellt werden. Cubane eignen sich ideal für die Herstellung von pharmazeutischen Stoffen. So wurde der Benzolring des Moleküls Lumacaftor, welches zur Behandlung von Mukoviszidose eingesetzt wird, durch einen Cubanwürfel ersetzt. Es zeigten sich eine Reihe von Optimierungen; eine deutlich verbesserte Löslichkeit und Metabolisierung im menschlichen Körper, eine geringere Bioaktivität, jedoch eine erhöhte Zellaktivität. Das Molekül Cuba-Lumacaftor würde also eine verbesserte Variante zu dessen Benzolderivat liefern.
Sowohl Cuban als auch Benzol haben ähnliche Größen; Cuban hat eine diagonale Breite von 2,72 Å, was der Breite von Benzol mit 2,79 Å ähnelt. Cuban weist keinerlei Aromatizität auf. Ein Vorteil hiervon ist die Vermeidung der Oxidation der Doppelbindungen im Benzol. Dies kann in biologischen Systemen, vorwiegend während des Stoffwechsels mit dem Enzym Cytochrom p450 stattfinden und häufig zu reaktiven Abbauprodukten mit unerwünschten Nebenwirkungen führen. Cuban könnte dieses Problem möglicherweise beseitigen.
Des Weiteren zeigt sich eine Nutzung des Cubans als zukünftiges Treibstoffmittel, da es in seinen Bindungen sehr große Mengen an Energie speichert.